# Ratusz Litworowy

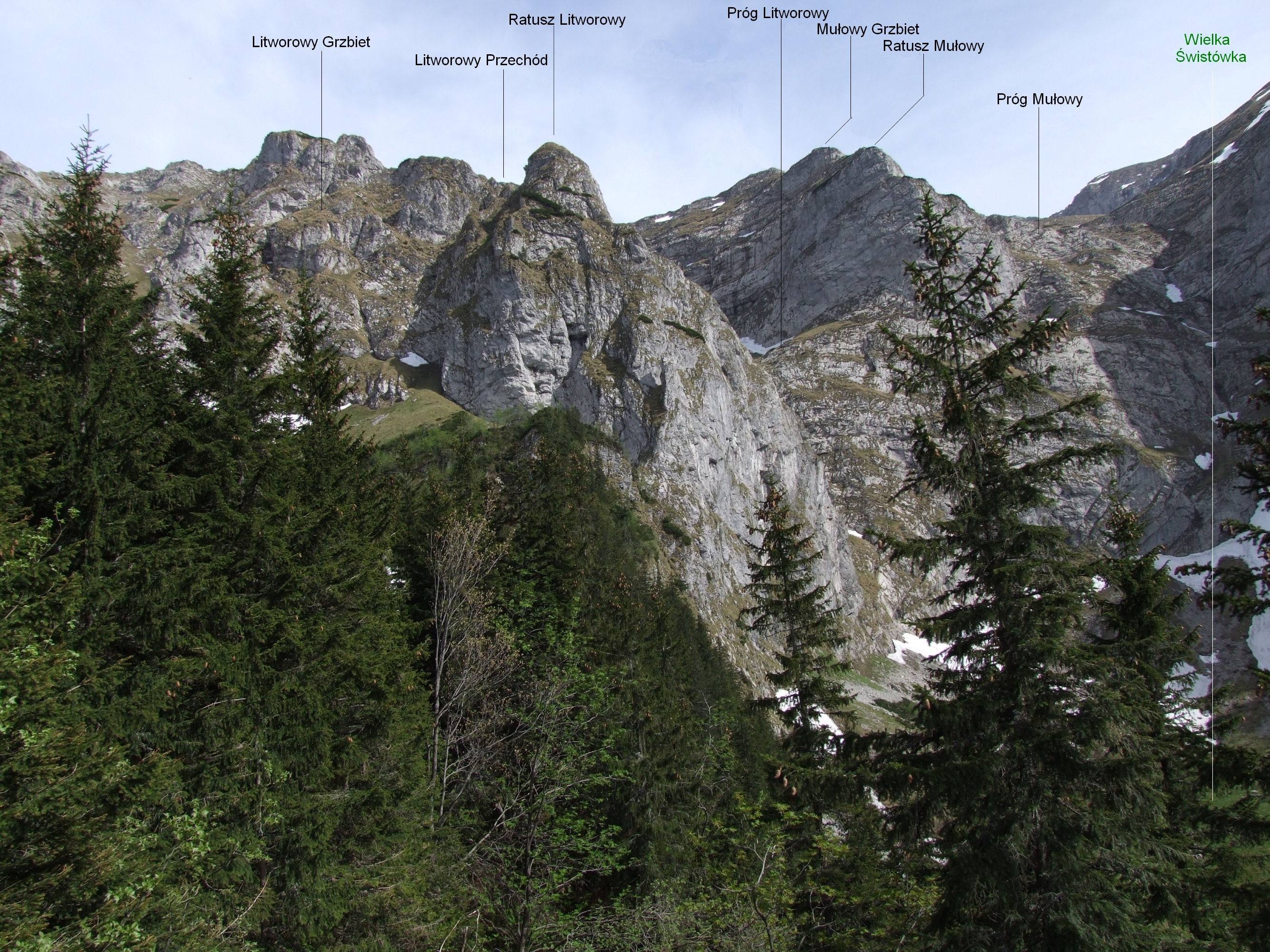
Widok od północnej strony

Ratusz Litworowy – turnia kończąca od zachodniej strony Litworowy Grzbiet w polskich Tatrach Zachodnich. Grzbiet ten oddziela Dolinę Litworową od Kobylarzowego Żlebu. Ratusz Litworowy zbudowany jest, jak cały ten rejon, ze skał dolomitowo-wapiennych. Wznosi się na wysokość 1670 m n.p.m. i od zachodu opada do kotła lodowcowego Wielkiej Świstówki (w najniższym miejscu około 1350 m n.p.m.). Ściana Ratusza Litworowego wznosi się więc nad dnem Wielkiej Świstówki około 300 m. Znajduje się w niej kilka jaskiń, m.in. Komin w Ratuszu, Bliźniaczy Komin i Szczelina w Ratuszu Miętusim. W południowo-zachodnim kierunku ściana przechodzi w Litworowy Próg, od którego oddzielona jest kominowatym żlebem. Żlebem tym prowadzi najłatwiejsze przejście w całej wspólnej ścianie Litworowego Progu, Ratusza Mułowego i Mułowego Progu, wznoszącej się od południowej strony nad Wielką Świstówką. Trudności III stopnia, miejscami IV. Pierwszy raz drogą tą przeszli Danuta Mischke i Maciej Mischke 27 kwietnia 1953 r.
Bezpośrednio po wschodniej stronie Ratusza Litworowego znajduje się przełączka Litworowy Przechód. Prowadzi przez nią łatwe przejście łączące Dolinę Litworową z Kobylarzowym Żlebem (pozaszlakowe, niedostępne turystycznie). W ścianach Ratusza Litworowego istnieją drogi wspinaczkowe.